# Хуан Мануель Сантос
Хуан Мануель Сантос Кальдерон (ісп. Juan Manuel Santos Calderón; нар. 10 серпня 1951) — колумбійський журналіст і політик, тридцять другий президент Колумбії, лауреат Нобелівської премії миру «за зусилля з припинення громадянської війни в країні, що тривала понад півстоліття».

## Кар'єра
До обрання президентом країни працював журналістом, обіймав посади міністра зовнішньоекономічних зв'язків, економіки, оборони.
У травні 1998 року Сантос здійснив турне Європою та Сполученими Штатами Америки. Він зустрічався також із засновником трансцендентальної медитації Махаріші Махеш Йогі, який зробив вагомий внесок до мирного процесу в Мозамбіку.
Склав присягу та вступив на посаду президента 7 серпня 2010 року. Вийшов у відставку 2018 року.